# جان گولد
جان گولد (به انگلیسی: John Gould) (زاده ۱۴ سپتامبر ۱٨۰۴ –مرگ ۳ فوریه ۱۸۸۱) پرنده‌شناس انگلیسی بود که در کشیدن نقاشی از پرندگان و دیگر گونه‌های زیستی تخصص داشت. او را پدر دانش بررسی پرندگان در استرالیا دانسته‌اند. نقاشی‌های او از نمونه‌هایی که امروزه با نام سهره‌های داروین شناخته می‌شوند در شکل‌گیری اندیشه چارلز داروین دربارهٔ نگره فرگشتی خود بر پایه انتخاب طبیعی نقش مهمی داشتند. داروین از کارهای گولد در کتاب نامدار خود، خاستگاه گونه‌ها، یاد کرده‌است.
گولد همچنین نویسنده کتاب سه جلدی پستانداران استرالیا است که تعداد زیادی نقاشی از کیسه‌داران ساکن استرالیا و گینه نو را در بر دارد. او در این کار از همکاری دستیارش جان گیلبرت بهره گرفت.

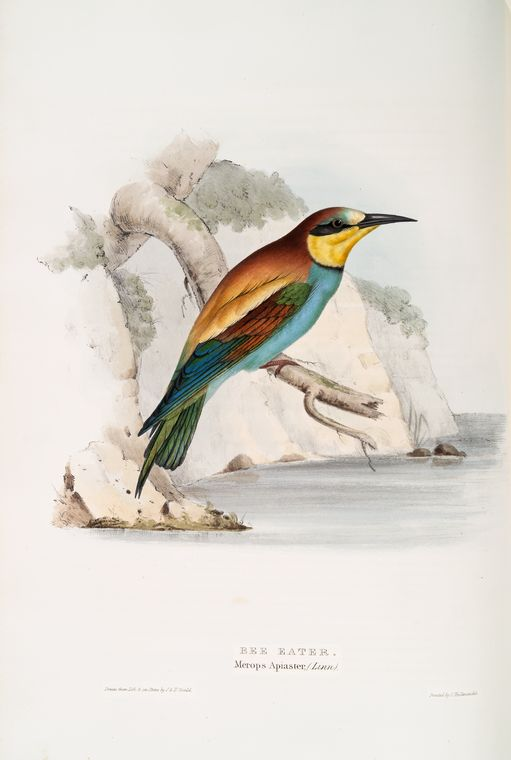
زنبور خوار نقاشی جان گولد - سال 1837

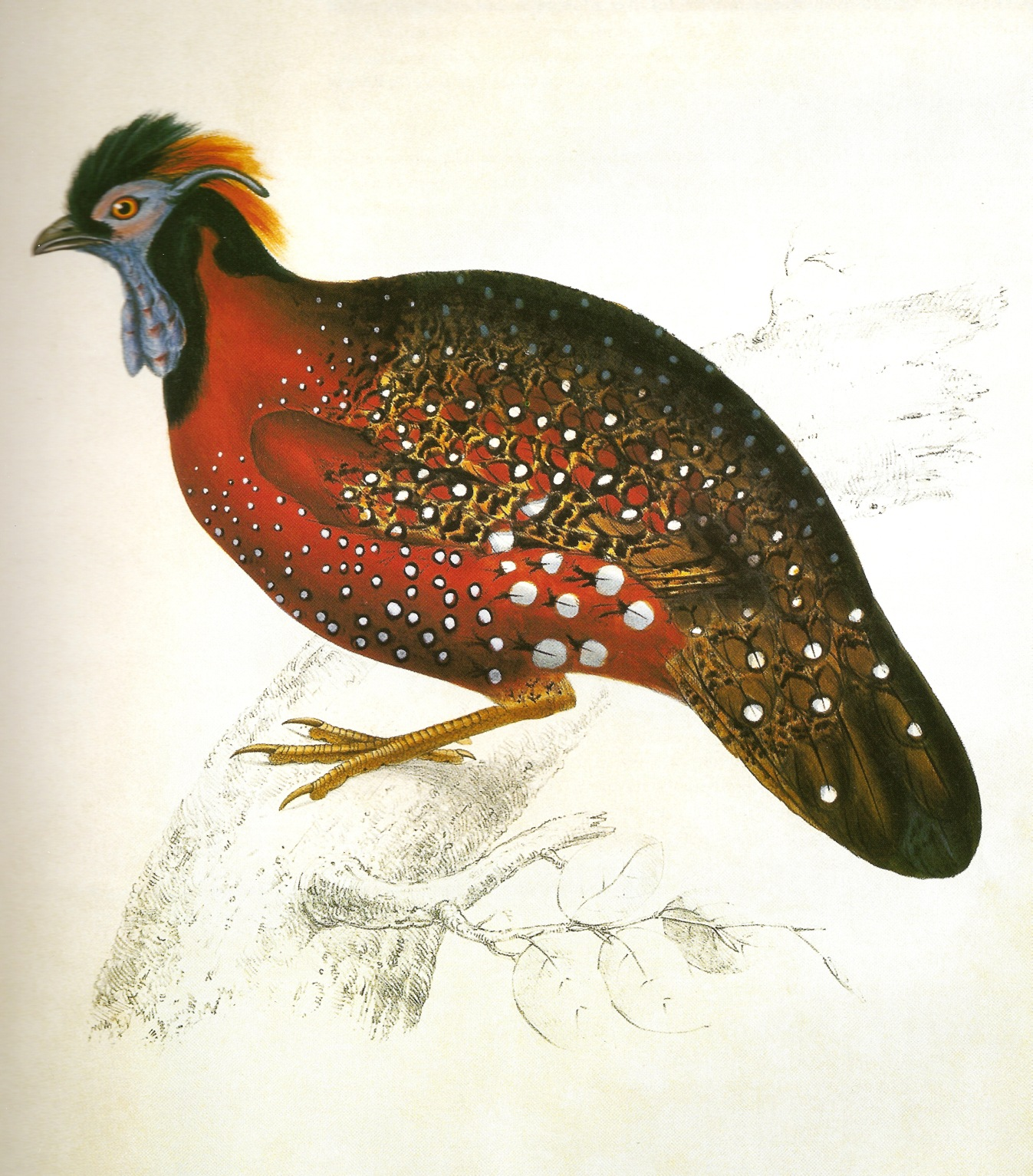
SatyrTragopan از خانواده قرقاولیان ، نقاشی اثر جان گولد

## خانواده
پسر جان گولد ، چارلز گولد ، یک نقشه بردار زمین‌شناسی برجسته بود .